# Balze di Verghereto, Monte Fumaiolo, Ripa della Moia
Balze di Verghereto, Monte Fumaiolo, Ripa della Moia este o arie protejată (arie specială de conservare — SAC, sit de importanță comunitară — SCI) din Italia întinsă pe o suprafață de 2.462 ha, integral pe uscat.

## Localizare
Centrul sitului Balze di Verghereto, Monte Fumaiolo, Ripa della Moia este situat la coordonatele 43°47′37″N 12°04′48″E / 43.793611°N 12.08°E.

## Înființare
Situl Balze di Verghereto, Monte Fumaiolo, Ripa della Moia a fost declarat sit de importanță comunitară în decembrie 1995 pentru a proteja 40 de specii de animale. Situl a fost protejat și ca arie specială de conservare în martie 2019.

## Biodiversitate
Situată în ecoregiunea continentală, aria protejată conține 19 habitate naturale: Păduri pe pante, grohotișuri și ravene de Tilio-Acerion, Păduri de fag din Apenini cu Taxus și Ilex, Izvoare petrifiante cu formare de travertin (Cratoneurion), Pajiști carstice calcaroase sau bazofile, de Alysso-Sedion albi, Râuri de munte și vegetația lor lemnoasă cu Salix elaeagnos, Pante stâncoase calcaroase cu vegetație casmofită, Pseudostepă cu ierburi și specii anuale de Thero-Brachypodietea, Pajiști uscate seminaturale și facies de acoperire cu tufișuri pe substraturi calcaroase (Festuco-Brometalia) (* situri importante pentru orhidee), Grohotișuri termofile și vest-mediteraneene, Fânețe de joasă altitudine (Alopecurus pratensis, Sanguisorba officinalis), Păduri de fag din Apenini cu Abies alba și păduri de fag cu Abies nebrodensis, Roci stâncoase cu vegetație pionieră de Sedo-Scleranthion sau Sedo albi-Veronicion dillenii, Ape puternic oligomezotrofe cu vegetație bentonică cu Chara spp., Liziere de ierburi înalte hidrofile de câmpie și de nivel montan până la alpin, Peșteri inaccesibile publicului, Păduri de Castanea sativa, Păduri de fag Asperulo-Fagetum, Cursuri de apă de la nivel de câmpie la nivel montan, cu vegetație Ranunculion fluitantis și Callitricho-Batrachion, Formațiuni de Juniperus communis pe lande sau pajiști calcaroase.
La baza desemnării sitului se află mai multe specii protejate:
- păsări (26): uliu porumbar (Accipiter gentilis), fâsă-de-câmp (Anthus campestris), fâsă de pădure (Anthus trivialis), lăstunul mare (Apus apus), acvilă de munte (Aquila chrysaetos), erete cenușiu (Circus pygargus), prepeliță (Coturnix coturnix), cuc (Cuculus canorus), lăstun de casă (Delichon urbicum), presură galbenă (Emberiza citrinella), șoim călător (Falco peregrinus), vânturel de seară (Falco vespertinus), rândunică (Hirundo rustica), capîntortură (Jynx torquilla), sfrâncioc roșiatic (Lanius collurio), ciocârlie de pădure (Lullula arborea), mierlă de piatră (Monticola saxatilis), pietrar sur (Oenanthe oenanthe), viespar (Pernis apivorus), codroșul de pădure (Phoenicurus phoenicurus), pitulice de munte (Phylloscopus bonelli), pitulice sfârâitoare (Phylloscopus sibilatrix), Prunella collaris, Ptyonoprogne rupestris, turturică (Streptopelia turtur), silvie de câmp (Sylvia communis)
- amfibieni (3): Bombina pachypus, Salamandrina terdigitata, Triturus carnifex
- mamifere (6): liliac cârn (Barbastella barbastellus), lupul (Canis lupus), liliac cu aripi lungi (Miniopterus schreibersii), liliac cărămiziu (Myotis emarginatus), liliac comun (Myotis myotis), liliacul mic cu potcoavă (Rhinolophus hipposideros)
- nevertebrate (5): Austropotamobius pallipes, Euplagia quadripunctaria, rădașcă (Lucanus cervus), Osmoderma eremita, Rosalia alpina

Pe lângă speciile protejate, pe teritoriul sitului au mai fost identificate 14 specii de plante, 6 specii de amfibieni, 10 specii de mamifere, 4 specii de nevertebrate, 4 specii de reptile.